# Ґрабово (Кольненський повіт)
Ґрабово (пол. Grabowo) — село в Польщі, у гміні Грабово Кольненського повіту Підляського воєводства.
Населення — 783 особи (2011).

## Демографія
Демографічна структура станом на 31 березня 2011 року:
|          | Загалом | Допрацездатний вік | Працездатний вік | Постпрацездатний вік |
| -------- | ------- | ------------------ | ---------------- | -------------------- |
| Чоловіки | 397     | 102                | 262              | 33                   |
| Жінки    | 386     | 72                 | 234              | 80                   |
| Разом    | 783     | 174                | 496              | 113                  |